# Yael Naim (album)
Yael Naim è il secondo album della cantautrice Yael Naim, pubblicato per la prima volta nel 2007, e dal quale è stata estratta la hit New Soul, che è stata anche utilizzata per uno spot della Apple.
Questo è il primo album di Yael Naim in cui è stata riconosciuta col suo nome intero, Mentre nel precedente album In a Man's Womb Veniva riconosciuta solamente come Yael.
Nell'aprile del 2009, l'album vende 900 000 copie.

## Tracce
1. Paris – 3:08
2. Too Long – 4:42
3. New Soul – 3:45
4. Levater – 3:25
5. Shelcha – 4:39
6. Lonely – 4:06
7. Far Far – 4:21
8. Yashanti – 3:54
9. 7 Baboker – 3:33
10. Lachlom – 4:23
11. Toxic – 4:27
12. Pachad – 4:28
13. Endless Song of Happiness – 3:00

## Classifiche
| Classifiche (2007/2008) | Posizione massima |
| ----------------------- | ----------------- |
| Australia               | 29                |
| Austria                 | 2                 |
| Belgio (Fiandre)        | 7                 |
| Belgio (Wallonia)       | 1                 |
| Francia                 | 2                 |
| Germania                | 4                 |
| Italia                  | 6                 |
| Nuova Zelanda           | 21                |
| Paesi Bassi             | 12                |
| Svizzera                | 5                 |